# Philip José Farmer
Philip José Farmer (ur. 26 stycznia 1918 w Terre Haute, zm. 25 lutego 2009 w Peorii) – amerykański pisarz science fiction i fantasy.
W wielu utworach Farmera pojawiają się znane postacie literackie (jak Tarzan, Doc Savage, Sherlock Holmes) i historyczne. Przykładem tego typu utworów jest The Other Log of Phileas Fogg, będący uzupełnieniem powieści W osiemdziesiąt dni dookoła świata Jules’a Verne’a.
Najsłynniejszy cykl pisarza, Świat Rzeki, przywołuje m.in. postaci Richarda F. Burtona, Hermanna Göringa czy Marka Twaina w dziwacznym życiu pozagrobowym, w którym wszyscy żyjący kiedykolwiek ludzie zostali równocześnie ożywieni w jednej dolinie rzeki rozciągającej się na całą planetę.
Farmer pod pseudonimem Kilgore Trout wydał powieść Venus on the Half-Shell. Kilgore Trout to nazwisko fikcyjnego pisarza pojawiającego się w utworach Kurta Vonneguta.

## Twórczość

### World of Tiers
- The Maker of Universes (1965)
- The Gates of Creation (1966)
- A Private Cosmos (1968)
- Behind the Walls of Terra (1970)
- The Lavalite World (1977)
- Red Orc's Rage (Associated with The World of Tiers Series, 1991)
- More Than Fire (1993)

### Świat Rzeki(Riverworld)
- Gdzie wasze ciała porzucone, (To Your Scattered Bodies Go, 1971)
- Najwspanialszy parostatek(inne języki) (The Fabulous Riverboat, 1971)
- Mroczny wzór(inne języki) (The Dark Design, 1977)
- Czarodziejski labirynt(inne języki) (The Magic Labyrinth, 1980)
- Bogowie Świata Rzeki(inne języki), 2013 (Gods of Riverworld, 1983)
- River of Eternity(inne języki) (Riverworld Variant, 1983)

Krótkie opowiadania:
- Riverworld and Other Stories (1979)

We wczesnych latach 90. autor zdecydował wprowadzić Świat Rzeki do kanonu shared universe zapraszając do współpracy wielu znanych autorów. Zostały wydane tylko dwa tomy:
- Tales of Riverworld (1992) – zawiera jedną cześć napisaną przez Farmera: Crossing the Dark River, oraz drugą: A Hole In Hell, która została napisana pod pseudonimem: Dane Helstrom.
- Quest to Riverworld (1993) – zawiera dwie części napisane przez Farmera: Up the Bright River oraz Coda.

### Herald Childe
- Rytułał (The Image of the Beast, 1968)
- Blown: or Sketches Among the Ruins of My Mind (1969)
- Traitor to the Living (1973)

### Doc Caliban and Lord Grandrith
- A Feast Unknown (1969)
- Lord of the Trees (1970)
- The Mad Goblin (1970)

### Opar
- Hadon of Ancient Opar (1974)
- Flight to Opar (1976)

### Dayworld
- Dayworld (1984)
- Dayworld Rebel (1987)
- Dayworld Breakup (1990)

### Powieści
- The Green Odyssey (1957)
- Ciała, wiele ciał (Flesh, 1960)
- A Woman a Day (1960)
- Kochankowie (The Lovers, 1961)
- Cache from Outer Space (1962)
- Fire and the Night (1962)
- Inside Outside (1964)
- Tongues of the Moon (1964)
- Dare (1965)
- The Gate of Time (1966)
- Night of Light (1966)
- Lord Tyger (1970)
- Love Song (1970)
- Przebudzenie kamiennego boga (The Stone God Awakens, 1970)
- The Wind Whales of Ishmael (1971)
- Time's Last Gift (1972)
- The Other Log of Phileas Fogg (1973)
- The Adventures of the Peerless Peer (1974) jako John H. Watson
- Venus on the Half-Shell (1975) jako Kilgore Trout
- Ironcastle (1976) – z J. H. Rosny aîné
- Jezus na Marsie (Jesus on Mars, 1979)
- Dark Is the Sun (1979)
- Two Hawks from Earth (1979)
- The Unreasoning Mask (1981)
- The Cache (1981)
- Stations of the Nightmare (1982)
- Greatheart Silver (1982)
- A Barnstormer in Oz (1982)
- Escape From Loki (1991)
- The Caterpillar's Question (1992) – z Piersem Anthonym
- Nothing Burns in Hell (1998)
- Naked Came The Farmer (1998) – z Nancy Atherton, Terry Bibo, Stevenem Burgauerem, Dorothy Cannell, Davidem Eversonem, Josephem Flynnem, Julie Kistler, Jerry Kleinem, Bill Knight, Tracy Knight, Garry Moore’em i Joelem Steinfeldtem
- The Dark Heart of Time (1999)

### Zbiory opowiadań
- Strange Relations (1960)
- The Alley God (1962)
- The Celestial Blueprint: And Other Stories (1962)
- Down in the Black Gang (1971)
- The Book of Philip José Farmer (1973)
- Riverworld and Other Stories (1979)
- Riverworld War: The Suppressed Fiction of Philip José Farmer (1980)
- Father to the Stars (1981)
- Stations of the Nightmare (1982)
- Greatheart Silver (1982)
- The Purple Book (1982)
- The Classic Philip José Farmer, 1952-1964 (1984)
- The Classic Philip José Farmer, 1964-1973 (1984)
- The Grand Adventure (1984)
- Riders of the Purple Wage (1992)
- Myths for the Modern Age: Philip José Farmer's Wold Newton Universe (2005)
- The Best of Philip Jose Farmer (2006)
- Stranger Relations (2006)
- Pearls from Peoria (2006)

### Inne książki
- Tarzan Alive: A Definitive Biography of Lord Greystoke (1972)
- Doc Savage: His Apocalyptic Life (1973)

## Nagrody i wyróżnienia

### Nagrody
- 1953: Nagroda Hugo[2], Najbardziej Obiecujący Nowy Talent, The Lovers.
- 1968: Nagroda Hugo, Najlepsza Nowela[3], Riders of the Purple Wage.
- 1972: Nagroda Hugo, Najlepsza Nowela[4], To Your Scattered Bodies Go.
- 2000: Nagroda Damon Knight Memorial Grand Master, Za całokształt twórczości w fantastyce i fantastyce-naukowej.
- 2001: World Fantasy Award, Za całokształt twórczości.
- 2003: Nagroda Forry, Za całokształt twórczości.

### Nominacje
- 1960: Nagroda Hugo, Najlepsze Krótkie Opowiadanie, The Alley Man.
- 1961: Nagroda Hugo, Najlepsze Krótkie Opowiadanie, Open to Me, My Sister.
- 1966: Nagroda Hugo, Najlepsze Krótkie Opowiadanie, The Day of the Great Shout.
- 1967: Nagroda Nebula, Najlepsza Nowela[3], Riders of the Purple Wage.
- 1972: Nagroda Locus, Najlepsza Nowela Sci-Fi, To Your Scattered Bodies Go.
- 1974: Nagroda Nebula, Najlepsze Krótkie Opowiadanie, After King Kong Fell.

## Fan fiction
Niektóre opowiadania rozgrywające się w Świecie Rzeki – napisane przez fanów serii – są publikowane na oficjalnej stronie internetowej Philipa Jose Farmera.